# Saturn Awards 1991
La 17ª edizione dei Saturn Awards si è svolta il 26 giugno 1991, per premiare le migliori produzioni cinematografiche e televisive del 1989 e del 1990.

## Candidati e vincitori
I vincitori sono indicati in grassetto, a seguire gli altri candidati.

### Film

#### Miglior film di fantascienza
- Atto di forza (Total Recall), regia di Paul Verhoeven[1]
- The Abyss, regia di James Cameron
- Ritorno al futuro - Parte II (Back to the Future Part II), regia di Robert Zemeckis
- Ritorno al futuro - Parte III (Back to the Future Part III), regia di Robert Zemeckis
- Bill & Ted's Excellent Adventure, regia di Stephen Herek
- Linea mortale (Flatliners), regia di Joel Schumacher
- Tesoro, mi si sono ristretti i ragazzi (Honey, I Shrunk the Kids), regia di Joe Johnston
- RoboCop 2, regia di Irvin Kershner
- Tremors, regia di Ron Underwood

#### Miglior film horror
- Aracnofobia (Arachnophobia), regia di Frank Marshall[2]
- Re-Animator 2 (Bride of Re-animator), regia di Brian Yuzna
- Darkman, regia di Sam Raimi
- L'esorcista III (The Exorcist III), regia di William Peter Blatty
- La mosca 2 (The Fly II), regia di Chris Walas
- L'albero del male (The Guardian), regia di William Friedkin
- Cabal (Nightbreed), regia di Clive Barker
- Cimitero vivente (Pet Sematary), regia di Mary Lambert
- Santa Sangre, regia di Alejandro Jodorowsky

#### Miglior film fantasy
- Ghost - Fantasma (Ghost), regia di Jerry Zucker[3]
- Le avventure del barone di Munchausen (The Adventures of Baron Munchausen), regia di Terry Gilliam
- Always - Per sempre (Always), regia di Steven Spielberg
- Batman, regia di Tim Burton
- Dick Tracy, regia di Warren Beatty
- L'uomo dei sogni (Field of Dreams), regia di Phil Alden Robinson
- Gremlins 2 - La nuova stirpe (Gremlins 2: The New Batch), regia di Joe Dante
- Indiana Jones e l'ultima crociata (Indiana Jones and the Last Crusade), regia di Steven Spielberg
- Tartarughe Ninja alla riscossa (Teenage Mutant Ninja Turtles), regia di Steve Barron

#### Miglior attore
- Jeff Daniels - Aracnofobia (Arachnophobia)
- Ed Harris - The Abyss
- Jack Nicholson - Batman
- Liam Neeson - Darkman
- Warren Beatty - Dick Tracy
- Patrick Swayze - Ghost - Fantasma (Ghost)
- Harrison Ford - Indiana Jones e l'ultima crociata (Indiana Jones and the Last Crusade)
- Axel Jodorowsky - Santa Sangre
- Arnold Schwarzenegger - Atto di forza (Total Recall)

#### Miglior attrice
- Demi Moore - Ghost - Fantasma (Ghost)
- Mary Elizabeth Mastrantonio - The Abyss
- Nicole Kidman - Ore 10: Calma piatta (Dead Calm)
- Madonna - Dick Tracy
- Ally Sheedy - Premonizione di un delitto (Fear)
- Julie Carmen - Ammazzavampiri 2 (Fright Night 2)
- Jenny Wright - Sola... in quella casa (I, Madman)
- Blanca Guerra - Santa Sangre
- Anjelica Huston - Chi ha paura delle streghe? (The Witches)

#### Miglior attore non protagonista
- Thomas F. Wilson - Ritorno al futuro - Parte III (Back to the Future Part III)
- John Goodman - Aracnofobia (Arachnophobia)
- Jeffrey Combs - Re-Animator 2 (Bride of Re-Animator)
- Larry Drake - Darkman
- Al Pacino - Dick Tracy
- Brad Dourif - L'esorcista III (The Exorcist III)
- Tony Goldwyn - Ghost - Fantasma (Ghost)
- John Glover - Gremlins 2 - La nuova stirpe (Gremlins 2: The New Batch)
- Robert Picardo - Gremlins 2 - La nuova stirpe (Gremlins 2: The New Batch)

#### Miglior attrice non protagonista
- Whoopi Goldberg - Ghost - Fantasma (Ghost)
- Mary Steenburgen - Ritorno al futuro - Parte II (Back to the Future Part II)
- Kim Basinger - Batman
- Julia Roberts - Linea mortale (Flatliners)
- Jenny Seagrove - L'albero del male (The Guardian)
- Rachel Ticotin - Atto di forza (Total Recall)
- Finn Carter - Tremors
- Reba McEntire - Tremors
- Mai Zetterling - Chi ha paura delle streghe? (The Witches)

#### Miglior attore emergente
- Adan Jodorowsky - Santa Sangre
- Charlie Korsmo - Dick Tracy
- Thomas Wilson Brown - Tesoro, mi si sono ristretti i ragazzi (Honey, I Shrunk the Kids)
- Robert Oliveri - Tesoro, mi si sono ristretti i ragazzi (Honey, I Shrunk the Kids)
- Jared Rushton - Tesoro, mi si sono ristretti i ragazzi (Honey, I Shrunk the Kids)
- Bryan Madorsky - Pranzo misterioso (Parents)
- Gabriel Damon - Robocop 2
- Faviola Elenka Tapia - Santa Sangre
- Jasen Fisher - Chi ha paura delle streghe? (The Witches)

#### Miglior regia
- James Cameron - The Abyss[4]
- Clive Barker - Cabal (Nightbreed)
- Joe Dante - Gremlins 2 - La nuova stirpe (Gremlins 2: The New Batch)
- Alejandro Jodorowsky - Santa Sangre
- Frank Marshall - Aracnofobia (Arachnophobia)
- Sam Raimi - Darkman
- Paul Verhoeven - Atto di forza (Total Recall)
- Robert Zemeckis - Ritorno al futuro - Parte III (Back to the Future Part III)
- Jerry Zucker - Ghost - Fantasma (Ghost)

#### Miglior sceneggiatura
- William Peter Blatty - L'esorcista III (The Exorcist III)
- James Cameron - The Abyss
- Jerry Belson - Always - Per sempre (Always)
- Don Jakoby and Wesley Strick - Aracnofobia (Arachnophobia)
- Phil Alden Robinson - L'uomo dei sogni (L'uomo dei sogni)
- Bruce Joel Rubin - Ghost - Fantasma (Ghost)
- Jeffrey Boam - Indiana Jones e l'ultima crociata (Indiana Jones and the Last Crusade)
- Ronald Shusett, Dan O'Bannon and Gary Goldman - Atto di forza (Total Recall)

#### Migliori effetti speciali
- Ken Ralston - Ritorno al futuro - Parte II (Back to the Future Part II)
- Industrial Light & Magic, Dream Quest Images, Fantasy II Film Effects e Wonderworks - The Abyss
- Richard Conway e Kent Houston - Le avventure del barone di Munchausen (The Adventures of Baron Munchausen)
- Bruce Nicholson, John T. Van Vliet, Richard Edlund e Laura Buff - Ghost - Fantasma (Ghost)
- Rick Baker, Ken Pepiot e Dennis Michelson - Gremlins 2 - La nuova stirpe (Gremlins 2: The New Batch)
- Rick Fichter, David Sosalla e Peter Chesney - Tesoro, mi si sono ristretti i ragazzi (Honey, I Shrunk the Kids)
- Phil Tippett, Rob Bottin e Peter Kuran - Robocop 2
- Thomas L. Fisher, Eric Brevig e Rob Bottin - Atto di forza (Total Recall)
- Tom Woodruff Jr. e Alec Gillis - Tremors

#### Miglior colonna sonora
- Alan Silvestri - Ritorno al futuro - Parte III (Back to the Future Part III)
- Alan Silvestri - The Abyss
- Christopher Young - La mosca 2 (The Fly II)
- Maurice Jarre - Ghost - Fantasma (Ghost)
- Jerry Goldsmith - Gremlins 2 - La nuova stirpe (Gremlins 2: The New Batch)
- Jack Hues - L'albero del male (The Guardian)
- James Horner - Tesoro, mi si sono ristretti i ragazzi (Honey, I Shrunk the Kids)
- Simon Boswell - Santa Sangre
- Jerry Goldsmith - Atto di forza (Total Recall)
- Stanley Myers - Chi ha paura delle streghe? (The Witches)

#### Migliori costumi
- Erica Edell Phillips - Atto di forza (Total Recall)
- Gabriella Pescucci - Le avventure del barone di Munchausen (The Adventures of Baron Munchausen)
- Joanna Johnston - Ritorno al futuro - Parte II (Back to the Future Part II)
- Joanna Johnston - Ritorno al futuro - Parte III (Back to the Future Part III)
- Bob Ringwood - Batman
- Jill M. Ohanneson - Bill & Ted's Excellent Adventure
- Milena Canonero - Dick Tracy
- Anthony Powell e Joanna Johnston - Indiana Jones e l'ultima crociata (Indiana Jones and the Last Crusade)
- Alonzo Wilson, Lesja Liber, Xenia Beith, Fiona Cazaly e Marian Keating - Tartarughe Ninja alla riscossa (Teenage Mutant Ninja Turtles)

#### Miglior trucco
- John Caglione Jr., Doug Drexler e Cheri Minns - Dick Tracy
- Maggie Weston e Fabrizio Sforza - Le avventure del barone di Munchausen (The Adventures of Baron Munchausen)
- Ken Chase, Michael Mills e Kenny Myers - Ritorno al futuro - Parte II (Back to the Future Part II)
- Paul Engelen, Lynda Armstrong e Nick Dudman - Batman
- Tony Gardner e Larry Hamlin - Darkman
- Stephan Dupuis, Dennis Pawlik, Jo-Anne Smith-Ojeil e Jayne Dancose - La mosca 2 (The Fly II)
- Bob Keen e Geoffrey Portass - Cabal (Nightbreed)
- Rob Bottin, Jeff Dawn, Craig Berkeley e Robin Weiss - Atto di forza (Total Recall)
- John Stephenson - Chi ha paura delle streghe? (The Witches)

### Televisione

#### Miglior serie televisiva
- Star Trek: The Next Generation

## Premi speciali
- President's Award: Batman, regia di Tim Burton
- George Pal Memorial Award: William Friedkin
- Special Award:
  - Michael Biehn
  - Watson Garman